# Gặp nhau cuối năm
Gặp nhau cuối năm (cũng thường được biết đến với tên gọi Táo Quân) là một chương trình hài kịch chính luận được thực hiện bởi Đài Truyền hình Việt Nam. Phát sóng vào lúc 20 giờ ngày Tất niên âm lịch hằng năm trên tất cả các kênh sóng của VTV từ năm 2003, chương trình được xem là một trong những món ăn tinh thần của khán giả truyền hình Việt Nam dịp Tết Nguyên Đán.

## Lịch sử
Gặp nhau cuối năm được Trung tâm Phim truyền hình Việt Nam (VFC) bắt đầu sản xuất và phát sóng vào ngày Tất niên âm lịch hàng năm trên tất cả các kênh truyền hình quảng bá của VTV từ năm 2003, với tư cách là số đặc biệt của Gặp nhau cuối tuần. Đến năm 2007, chương trình vẫn tiếp tục được sản xuất sau khi Gặp nhau cuối tuần đã kết thúc.
Năm 2025, Gặp nhau cuối năm thay đổi đơn vị sản xuất từ VFC sang Ban Sản xuất các chương trình Giải trí (VTV3) của Đài Truyền hình Việt Nam.

## Tổng quan

### Táo Quân(2003–2019, 2021–nay)
Dựa theo truyền thuyết Táo Quân về trời, Táo Quân tập trung vào phản ánh, thảo luận, đả kích những vấn đề nóng bỏng, nổi cộm diễn ra thuộc các lĩnh vực đời sống xã hội một cách hài hước. Điều này được thể hiện trong buổi chầu cuối năm, khi các Táo sẽ báo cáo với Ngọc Hoàng về những việc đã làm suốt một năm qua. Nội dung các sự kiện xã hội trong năm được tổng hợp từ tin tức nổi bật trên báo chí. Táo Quân cũng là sự kết hợp của nhiều loại hình nghệ thuật như tấu nói, hài kịch, dân ca cải lương, chèo, ca trù và nhạc chế. Trong khoảng thời gian từ năm 2009–2018, phiên bản thường thay đổi định dạng bằng cách nhại lại những game show hoặc chương trình truyền hình thực tế.
Ban đầu, Táo Quân chỉ là một tiểu phẩm hài độc lập của chương trình Gặp nhau cuối năm, và đến năm 2006 thì chính thức được hợp nhất với nội dung chương trình. Đây cũng là phiên bản chiếm phần lớn số tập của Gặp nhau cuối năm. Ngày 21 tháng 11 năm 2019, Táo Quân đã được thông báo tạm dừng sản xuất và phát sóng, và được thay thế bằng phiên bản mới Làng Vũ Đại thời hội nhập vào năm 2020.

### Làng Vũ Đại thời hội nhập(2020)
Là phiên bản mới sau khi Táo Quân tạm ngừng phát sóng, Làng Vũ Đại thời hội nhập xoay quanh câu chuyện của làng Vũ Đại trong thời kỳ hội nhập và đổi mới, được thể hiện qua các nhân vật quen thuộc bước ra từ những tác phẩm văn học hay điển tích sân khấu nổi tiếng, có mong muốn phát triển du lịch để làm kinh tế, thay đổi diện mạo cuộc sống làng quê. Phiên bản này không tổng kết những vấn đề nóng của xã hội diễn ra trong năm như Táo Quân mà chỉ lướt qua một số vấn đề dân sinh và các hiện tượng truyền thông xã hội.
Sau khi phát sóng một số duy nhất vào ngày 24 tháng 1 năm 2020 (30 Tết Canh Tý), phiên bản đã được thay thế trở lại bằng Táo Quân sau khi có thông báo chính thức về việc phát sóng vào năm 2021.

## Sản xuất

### Phát triển
Với ý tưởng ban đầu là tạo ra một chương trình nhằm tổng kết lại những sự kiện nổi bật vào dịp cuối năm, Khải Hưng cùng Đỗ Thanh Hải đã sáng tạo ra chương trình Gặp nhau cuối năm dựa trên thành công trước đó của Gặp nhau cuối tuần. Vai diễn Bắc Đẩu trong phiên bản Táo Quân do Công Lý đề xuất ý tưởng và sau này cũng là người đảm nhận chính suốt các năm kế tiếp. Xuân Bắc từng bày tỏ mong muốn được ghi danh vai Thiên Lôi trong phiên bản, nhưng sau đó đã được phân vào vai Nam Tào. Các nghệ sĩ tham gia chương trình cố định suốt nhiều năm còn có Quốc Khánh, Chí Trung, Tự Long, Quang Thắng, Vân Dung.
Từ 3–4 tháng trước khi ghi hình, phần kịch bản và phục trang cho chương trình đã được lên khung và thêm nhiều bổ sung liên tục so với thời cuộc. Cho đến khi đi vào tập luyện, các diễn viên và người trong ê-kíp vẫn sẽ có những chi tiết, sáng tạo mới khác đi so với ban đầu. Lịch tập luyện của các nghệ sĩ tham gia chương trình thường vào ban đêm tới rạng sáng và kéo dài khoảng 1, 2 tháng liên tục trước khi công diễn, vì ban ngày có nhiều việc bận nên không thể tụ tập đủ người. Nhà thiết kế Đức Hùng là người sáng tạo phục trang cho các nghệ sĩ kể từ năm 2013. Quá trình hoàn thiện những bộ trang phục thường tốn khoảng 3 tháng và được tùy chỉnh sao cho phù hợp với cử động, di chuyển của từng diễn viên.
Đã có một số biến đổi trong nhân sự chương trình qua các năm phát sóng. Vào năm 2022, nghệ sĩ Công Lý dừng đảm nhận vai Bắc Đẩu vì lý do bệnh tật; Xuân Bắc cũng rút lui theo. Năm 2023, cả hai đã quay trở lại Táo Quân với vai trò cũ, nhưng Công Lý lần này chỉ đóng vai khách mời và góp ba câu thoại ngắn. Trong năm phát sóng Táo Quân Giáp Thìn 2024, toàn bộ dàn diễn viên cố định của chương trình, ngoại trừ Quốc Khánh, đã rút lui khỏi việc tập luyện hàng năm. Lý do cho quyết định này là bởi kịch bản mới được chấp bút bởi Lê Hoàng – trong đó thay đổi định dạng gốc và có độ khó cao trong việc thể hiện – đã gây nên phản ứng bất bình từ những nghệ sĩ tham gia chương trình.

### Ghi hình
Thời gian ghi hình chương trình thường diễn ra trong những ngày cận Tết Nguyên Đán. Sau khi quay xong, bản phim sẽ được biên tập và giảm thời lượng xuống còn khoảng 2 tiếng. Trong các số đầu tiên phát sóng, chương trình ghi hình chủ yếu tại trường quay S9 (nay là trường quay S15) của Đài Truyền hình Việt Nam. Những năm sau đó, chương trình được ghi hình ở Cung Văn hóa Hữu nghị Việt - Xô. Vào các năm 2015, 2016 và 2017, Gặp nhau cuối năm được ghi hình trong trường quay S14 và S15 của VTV. Riêng hai năm 2008 và 2020, chương trình tổ chức ghi hình lần lượt tại Nhà hát Chèo Việt Nam và Trung tâm nghệ thuật Âu Cơ, Hà Nội.
Năm 2021, phiên bản Táo Quân của chương trình được ghi hình từ 26 đến 28 tháng 1 năm 2021, tuy nhiên buổi quay cuối đã diễn ra trong điều kiện không khán giả vì lý do an toàn trước diễn biến của đại dịch COVID-19. Việc tổ chức ghi hình không khán giả cũng được thực hiện trong hai đêm ghi hình chương trình vào năm 2022.

## Danh sách nghệ sĩ tham gia
| Cá nhân           | Vai diễn               | Vai diễn               | Vai diễn               | Vai diễn               | Vai diễn               | Vai diễn               | Vai diễn               | Vai diễn               | Vai diễn                        | Vai diễn               | Vai diễn               | Vai diễn               | Vai diễn                                    | Vai diễn               | Vai diễn                                     | Vai diễn                                                 | Vai diễn               | Vai diễn                         | Vai diễn               | Vai diễn         | Vai diễn                    | Vai diễn                      | Vai diễn                              |
| Cá nhân           | 2003                   | 2004                   | 2005                   | 2006                   | 2007                   | 2008                   | 2009                   | 2010                   | 2011                            | 2012                   | 2013                   | 2014                   | 2015                                        | 2016                   | 2017                                         | 2018                                                     | 2019                   | 2020 (Phiên bản mới)             | 2021                   | 2022             | 2023                        | 2024                          | 2025                                  |
| ----------------- | ---------------------- | ---------------------- | ---------------------- | ---------------------- | ---------------------- | ---------------------- | ---------------------- | ---------------------- | ------------------------------- | ---------------------- | ---------------------- | ---------------------- | ------------------------------------------- | ---------------------- | -------------------------------------------- | -------------------------------------------------------- | ---------------------- | -------------------------------- | ---------------------- | ---------------- | --------------------------- | ----------------------------- | ------------------------------------- |
| Thảo Vân          | Người dẫn chương trình | Người dẫn chương trình | Người dẫn chương trình | Người dẫn chương trình | Người dẫn chương trình | Người dẫn chương trình | Người dẫn chương trình | Người dẫn chương trình | Người dẫn chương trình          | Người dẫn chương trình | Người dẫn chương trình | Người dẫn chương trình | Người dẫn chương trình/Tiếp viên hàng không | Người dẫn chương trình | Người dẫn chương trình/Tiếp thị bất động sản | Người dẫn chương trình                                   | Người dẫn chương trình | Người dẫn chương trình           | Người dẫn chương trình | –                | Người dẫn chương trình      | Người dẫn chương trình        | Người dẫn chương trình                |
| Quốc Khánh        | –                      | Ngọc Hoàng             | Ngọc Hoàng             | Ngọc Hoàng             | Ngọc Hoàng             | Ngọc Hoàng             | Ngọc Hoàng             | Ngọc Hoàng             | Ngọc Hoàng                      | Ngọc Hoàng             | Ngọc Hoàng             | Ngọc Hoàng/Tèo         | Ngọc Hoàng                                  | Ngọc Hoàng             | Ngọc Hoàng                                   | Ngọc Hoàng                                               | Ngọc Hoàng             | Lão Hạc                          | Ngọc Hoàng             | Ngọc Hoàng       | Ngọc Hoàng                  | Ngọc Hoàng                    | Ngọc Hoàng                            |
| Xuân Bắc          | Nam Tào                | Nam Tào                | Nam Tào                | Nam Tào                | Nam Tào                | Nam Tào                | Nam Tào                | Nam Tào                | Nam Tào                         | Nam Tào                | Nam Tào                | Nam Tào                | Nam Tào                                     | Nam Tào                | Nam Tào                                      | Nam Tào                                                  | Nam Tào                | Xuân Tóc Đỏ                      | Nam Tào                | –                | Nam Tào                     | –                             | –                                     |
| Công Lý           | Bắc Đẩu                | Bắc Đẩu                | Bắc Đẩu                | Bắc Đẩu                | Bắc Đẩu                | Bắc Đẩu                | Bắc Đẩu                | Bắc Đẩu                | Bắc Đẩu                         | Bắc Đẩu                | Bắc Đẩu                | Bắc Đẩu                | Bắc Đẩu                                     | Bắc Đẩu                | Bắc Đẩu                                      | Bắc Đẩu                                                  | Bắc Đẩu                | –                                | Bắc Đẩu                | –                | Bắc Đẩu                     | –                             | –                                     |
| Quang Thắng       | Táo Quân               | Táo Quốc lộ            | Táo Giáo dục           | Táo Giáo dục           | Táo Giao thông         | Táo Quy hoạch          | Táo Kinh tế            | Táo Tiền vàng          | Táo Kinh tế                     | Táo Kinh tế            | Táo Kinh tế            | Táo Kinh tế            | Táo Hoả                                     | Táo Kinh tế            | Táo Kinh - Công                              | Táo Kinh tế                                              | Táo Kinh tế            | Mõ                               | Táo Kinh tế            | Táo Kinh tế      | Táo Kinh tế                 | –                             | Táo Kinh tế                           |
| Tự Long           | TBA                    | Táo Hải sản            | Nàng Dae Jang-geum     | Táo Thể thao           | Táo Thể thao           | TBA                    | Táo Thoát nước         | Táo Giáo dục           | Táo Văn hoá - Xã hội            | Táo Thể thao           | Thổ địa                | Táo Giao thông         | Táo Mộc                                     | Táo Tinh thần          | Táo Môi trường                               | Táo Xã hội                                               | Táo Giao thông         | Nô                               | Táo Xã hội             | Táo Mạng         | Táo Xã hội                  | –                             | Táo Xã hội                            |
| Chí Trung         | –                      | –                      | Táo Giao thông         | Táo Xây dựng           | Táo Quan chức          | Táo Giao thông         | Táo Giao thông         | Táo Giao thông         | Táo Giao thông                  | Táo Giao thông         | Táo Giao thông         | Táo Điện lực           | Táo Thổ                                     | Táo Xã hội             | Táo Công chức                                | Táo Quy hoạch                                            | Táo Giáo dục           | Ông hoàng truyền thông           | Táo Giáo dục           | Táo Giao thông   | Táo Giao thông              | –                             | Táo Giao thông                        |
| Vân Dung          | Táo Xã hội             | Táo Dược phẩm          | Táo Y tế               | Táo Y tế               | Táo Kinh tế            | Đệ tử táo Báo chí      | Táo Tiêu dùng          | Táo Cộng đồng          | Táo Điện lực                    | Táo Y tế               | Táo Dân sinh           | Táo Y tế               | Táo Thủy                                    | Táo Giáo dục           | Táo Giáo dục                                 | Táo Y tế                                                 | Táo Xã hội             | Thị Mầu                          | Táo Y tế               | Táo Xã hội       | Táo Y tế                    | –                             | Táo Y tế                              |
| Minh Hằng         | –                      | –                      | Mama Chuê              | Táo Đầu tư             | Táo Văn hoá            | –                      | Táo Điện lực           | –                      | –                               | Táo Giáo dục           | Táo Văn thể            | –                      | Táo Kim                                     | –                      | –                                            | Táo Môi trường                                           | –                      | –                                | –                      | –                | –                           | –                             | –                                     |
| Minh Vượng        | –                      | TBA                    | TBA                    | Táo Cơ chế             | Táo Đời sống           | –                      | –                      | –                      | –                               | –                      | –                      | –                      | –                                           | –                      | –                                            | Táo Hưu trí                                              | –                      | –                                | –                      | –                | –                           | –                             | –                                     |
| Đỗ Duy Nam        | –                      | –                      | –                      | –                      | –                      | –                      | –                      | –                      | –                               | –                      | –                      | TBA                    | –                                           | –                      | TBA                                          | Con của Táo Hưu trí                                      | Phó Thiên Lôi          | Đệ tử của Ông hoàng truyền thông | Tinh tú trẻ            | Nam Tào          | Trợ lý Bắc Đẩu              | Nam Tào                       | Tào Đẩu                               |
| Lưu Mạnh Dũng     | –                      | –                      | –                      | –                      | –                      | –                      | –                      | –                      | –                               | –                      | –                      | –                      | –                                           | TBA                    | Thiên Lôi                                    | Thiên Lôi                                                | Thiên Lôi              | Ông của Xuân Tóc Đỏ              | Tinh tú trẻ            | Thiên Lôi        | Thiên Lôi                   | TBA                           | Trợ lý Thiên Lôi/Vũ Tự Long           |
| Nguyễn Hà Trung   | –                      | –                      | –                      | –                      | –                      | –                      | –                      | –                      | –                               | –                      | –                      | –                      | –                                           | –                      | TBA                                          | TBA                                                      | Phó Thiên Lôi          | Đệ tử của Ông hoàng truyền thông | Tinh tú trẻ            | Bắc Đẩu          | Trợ lý Bắc Đẩu              | Ông Chuẩn (quản lý chung cư)  | Xuân Son/Chuyên gia ngoại ngữ         |
| Thành Trung       | –                      | –                      | –                      | –                      | Táo Y tế               | Táo Y tế               | Táo Nông dân           | Táo Quy hoạch          | Người nhà Thiên Lôi (Táo "dân") | Táo Điện lực           | TBA                    | TBA                    | –                                           | –                      | –                                            | –                                                        | –                      | –                                | –                      | –                | Táo Xây dựng                | –                             | –                                     |
| Phùng Tiến Minh   | –                      | –                      | –                      | –                      | –                      | –                      | –                      | –                      | –                               | –                      | –                      | Thiên Lôi              | –                                           | –                      | –                                            | –                                                        | –                      | –                                | Thiên Lôi              | –                | Thiên Lôi                   | Thiên Lôi                     | Thiên Lôi                             |
| Lâm Vỹ Dạ         | –                      | –                      | –                      | –                      | –                      | –                      | –                      | –                      | –                               | –                      | –                      | –                      | –                                           | –                      | –                                            | –                                                        | –                      | –                                | Bắc Đẩu người máy      | –                | –                           | –                             | –                                     |
| Trần Việt Bắc     | –                      | –                      | –                      | –                      | –                      | –                      | –                      | –                      | –                               | –                      | –                      | TBA                    | –                                           | –                      | –                                            | Thiên Lôi                                                | –                      | –                                | TBA                    | Trợ lý Thiên Lôi | –                           | Trợ lý Thiên Lôi              | –                                     |
| Mạnh Hưng         | –                      | –                      | –                      | –                      | –                      | –                      | –                      | –                      | –                               | –                      | –                      | –                      | –                                           | –                      | –                                            | –                                                        | –                      | –                                | TBA                    | Thiên Lôi        | –                           | –                             | –                                     |
| Xuân Hinh         | –                      | –                      | –                      | –                      | –                      | –                      | –                      | –                      | –                               | –                      | –                      | –                      | –                                           | –                      | –                                            | –                                                        | –                      | Chí Phèo                         | –                      | –                | –                           | –                             | –                                     |
| Thanh Thanh Hiền  | –                      | –                      | –                      | –                      | –                      | –                      | –                      | –                      | –                               | –                      | –                      | –                      | –                                           | –                      | –                                            | –                                                        | –                      | Phó Đoan                         | –                      | –                | –                           | –                             | –                                     |
| Hiệp Gà           | -                      | TBA                    | –                      | –                      | Táo Blog               | –                      | Gia Cát Dự             | Gia Cát Dự             | Táo Quy hoạch                   | –                      | –                      | –                      | –                                           | –                      | –                                            | –                                                        | –                      | –                                | –                      | –                | –                           | –                             | –                                     |
| Hồ Liên           | –                      | –                      | –                      | –                      | –                      | –                      | –                      | –                      | –                               | –                      | –                      | Táo Giáo dục           | –                                           | –                      | –                                            | –                                                        | –                      | –                                | –                      | –                | –                           | –                             | –                                     |
| Phạm Anh Tuấn     | –                      | –                      | –                      | –                      | –                      | –                      | Táo Y tế               | –                      | –                               | –                      | –                      | –                      | –                                           | –                      | –                                            | –                                                        | –                      | –                                | –                      | –                | –                           | TBA                           | –                                     |
| Quốc Trượng       | Ngọc Hoàng             | –                      | –                      | –                      | –                      | –                      | –                      | –                      | –                               | –                      | –                      | –                      | –                                           | –                      | –                                            | –                                                        | –                      | –                                | –                      | –                | –                           | –                             | –                                     |
| Thu Hương         | Táo Văn nghệ           | –                      | –                      | –                      | –                      | –                      | –                      | –                      | –                               | –                      | –                      | –                      | –                                           | –                      | –                                            | –                                                        | –                      | –                                | –                      | –                | –                           | –                             | –                                     |
| Phạm Bằng         | –                      | –                      | Táo Văn nghệ           | Táo Tài nguyên         | –                      | –                      | –                      | –                      | –                               | –                      | –                      | –                      | –                                           | –                      | –                                            | –                                                        | –                      | –                                | –                      | –                | –                           | –                             | –                                     |
| Văn Hiệp          | –                      | –                      | TBA                    | Táo Công nghiệp        | –                      | –                      | –                      | –                      | –                               | –                      | –                      | –                      | –                                           | –                      | –                                            | –                                                        | –                      | –                                | –                      | –                | –                           | –                             | –                                     |
| Bá Anh            | –                      | –                      | –                      | –                      | Táo Giáo dục           | Táo Kinh tế            | –                      | –                      | –                               | –                      | –                      | –                      | –                                           | –                      | –                                            | –                                                        | –                      | –                                | –                      | –                | –                           | Táo Giao thông                | –                                     |
| Nguyễn Diễm Hương | –                      | –                      | –                      | –                      | –                      | –                      | –                      | –                      | –                               | –                      | –                      | Táo Văn hoá            | –                                           | –                      | –                                            | –                                                        | –                      | –                                | –                      | –                | –                           | –                             | –                                     |
| Quốc Quân         | –                      | Táo Giáo dục           | –                      | TBA                    | –                      | –                      | –                      | –                      | –                               | TBA                    | –                      | –                      | –                                           | –                      | –                                            | –                                                        | –                      | –                                | –                      | –                | –                           | Táo Kinh tế                   | –                                     |
| Lê Anh Thơ        | –                      | –                      | –                      | –                      | –                      | –                      | –                      | –                      | –                               | –                      | –                      | –                      | –                                           | –                      | –                                            | –                                                        | –                      | –                                | –                      | Táo Y tế         | –                           | –                             | Phượng Hoàng                          |
| Dương Anh Đức     | –                      | –                      | –                      | –                      | –                      | –                      | –                      | –                      | –                               | –                      | –                      | TBA                    | –                                           | –                      | –                                            | –                                                        | –                      | –                                | –                      | Táo Giáo dục     | Thiên Lôi                   | TBA                           | Trợ lý Thiên Lôi/Chuyên gia ngoại ngữ |
| Thái Dương        | –                      | –                      | –                      | –                      | –                      | –                      | –                      | –                      | –                               | –                      | –                      | –                      | –                                           | –                      | –                                            | –                                                        | –                      | –                                | –                      | Táo Nông nghiệp  | Thiên Lôi                   | Học sinh vùng cao             | Trợ lý Thiên Lôi                      |
| Thái Sơn          | –                      | –                      | –                      | –                      | –                      | –                      | –                      | –                      | –                               | –                      | –                      | –                      | –                                           | –                      | –                                            | –                                                        | –                      | –                                | –                      | –                | Thiên Lôi                   | TBA                           | Trần Quy                              |
| Thanh Dương       | –                      | –                      | –                      | –                      | –                      | –                      | –                      | –                      | –                               | –                      | –                      | –                      | –                                           | –                      | –                                            | –                                                        | –                      | –                                | –                      | –                | Táo Năng lượng              | –                             | –                                     |
| Lan Hương         | –                      | –                      | –                      | –                      | –                      | –                      | –                      | –                      | –                               | –                      | –                      | –                      | –                                           | –                      | –                                            | –                                                        | Bà của Táo Giao thông  | –                                | –                      | –                | –                           | –                             | –                                     |
| Đức Khuê          | –                      | –                      | –                      | –                      | –                      | –                      | –                      | Táo Dân sinh           | –                               | –                      | –                      | –                      | –                                           | –                      | –                                            | –                                                        | –                      | –                                | –                      | –                | –                           | –                             | –                                     |
| Đức Hải           | –                      | –                      | –                      | –                      | –                      | –                      | –                      | Táo Thực phẩm          | –                               | –                      | –                      | –                      | –                                           | –                      | –                                            | –                                                        | –                      | –                                | –                      | –                | –                           | –                             | –                                     |
| Quốc Anh          | –                      | –                      | –                      | –                      | –                      | –                      | –                      | –                      | –                               | TBA                    | –                      | –                      | –                                           | –                      | –                                            | –                                                        | –                      | –                                | –                      | –                | –                           | –                             | –                                     |
| Đỗ Quang Đăng     | –                      | –                      | –                      | –                      | –                      | –                      | –                      | –                      | –                               | –                      | –                      | –                      | –                                           | –                      | –                                            | –                                                        | –                      | –                                | Vũ công                | –                | –                           | –                             | –                                     |
| Bình Trọng        | –                      | –                      | –                      | Thiên Lôi              | –                      | Thiên Lôi              | Thiên Lôi              | –                      | Thiên Lôi                       | TBA                    | –                      | –                      | –                                           | –                      | –                                            | –                                                        | –                      | –                                | –                      | –                | –                           | –                             | –                                     |
| Phương Linh       | –                      | –                      | –                      | –                      | –                      | –                      | –                      | –                      | –                               | –                      | –                      | –                      | –                                           | –                      | –                                            | –                                                        | –                      | Ca sĩ                            | –                      | –                | –                           | –                             | –                                     |
| Lại Phú Đôn       | Tiên nam               | Thiên Lôi              | –                      | –                      | –                      | –                      | –                      | –                      | –                               | –                      | –                      | –                      | –                                           | –                      | –                                            | –                                                        | –                      | –                                | –                      | –                | –                           | –                             | –                                     |
| Chiến Thắng       | –                      | –                      | –                      | –                      | TBA                    | –                      | –                      | –                      | –                               | –                      | –                      | –                      | –                                           | –                      | –                                            | –                                                        | –                      | –                                | –                      | –                | –                           | –                             | –                                     |
| Hải Anh           | –                      | –                      | –                      | –                      | –                      | TBA                    | –                      | –                      | –                               | –                      | –                      | –                      | –                                           | –                      | –                                            | –                                                        | –                      | –                                | –                      | –                | –                           | –                             | –                                     |
| Mỹ Linh           | -                      | -                      | -                      | -                      | -                      | -                      | -                      | -                      | Ca sĩ                           | –                      | –                      | –                      | –                                           | –                      | –                                            | –                                                        | –                      | –                                | –                      | –                | –                           | –                             | –                                     |
| Phan Anh          | –                      | –                      | –                      | –                      | –                      | –                      | –                      | –                      | Người dẫn chương trình          | –                      | –                      | –                      | –                                           | –                      | –                                            | –                                                        | –                      | –                                | –                      | –                | –                           | –                             | –                                     |
| Thế Anh           | –                      | –                      | –                      | –                      | Thiên Lôi              | –                      | –                      | –                      | –                               | –                      | –                      | –                      | –                                           | –                      | –                                            | –                                                        | –                      | –                                | –                      | –                | –                           | –                             | –                                     |
| Quang Tèo         | Tiên nam               | –                      | TBA                    | TBA                    | –                      | –                      | –                      | –                      | –                               | –                      | –                      | –                      | –                                           | –                      | –                                            | –                                                        | –                      | –                                | –                      | –                | –                           | –                             | –                                     |
| Ngô Quân Anh      | –                      | –                      | –                      | –                      | –                      | –                      | –                      | –                      | –                               | –                      | –                      | –                      | –                                           | Vai phụ                | Vai phụ                                      | Thiên Lôi                                                | –                      | –                                | –                      | –                | –                           | Táo Xã hội                    | –                                     |
| Minh Tít          | –                      | –                      | –                      | –                      | –                      | –                      | –                      | –                      | –                               | –                      | –                      | –                      | –                                           | –                      | TBA                                          | Thiên Lôi                                                | –                      | –                                | –                      | –                | –                           | –                             | –                                     |
| Bi "Béo"          | –                      | –                      | –                      | –                      | –                      | –                      | –                      | –                      | –                               | –                      | –                      | –                      | –                                           | –                      | –                                            | TBA                                                      | –                      | –                                | –                      | –                | –                           | –                             | –                                     |
| Minh "Bủm"        | –                      | –                      | –                      | –                      | –                      | –                      | –                      | –                      | –                               | –                      | –                      | –                      | –                                           | –                      | –                                            | TBA                                                      | –                      | –                                | –                      | –                | –                           | –                             | –                                     |
| Đức Hùng          | –                      | –                      | –                      | –                      | –                      | –                      | –                      | –                      | –                               | –                      | –                      | –                      | –                                           | –                      | –                                            | Nhà thiết kế thời trang (Cháu của Bắc Đẩu, "Nhộng Biển") | –                      | –                                | –                      | –                | Bác sĩ thú y ("Nhộng Biển") | –                             | –                                     |
| Nguyễn Việt Dũng  | –                      | –                      | –                      | –                      | –                      | –                      | –                      | –                      | –                               | –                      | –                      | –                      | –                                           | –                      | –                                            | Thiên Lôi                                                | –                      | –                                | –                      | –                | –                           | –                             | –                                     |
| Tùng Dương        | –                      | –                      | –                      | Ca sĩ                  | –                      | –                      | –                      | –                      | –                               | –                      | –                      | –                      | Ca sĩ                                       | –                      | Ca sĩ                                        | –                                                        | –                      | –                                | –                      | –                | –                           | –                             | –                                     |
| Bình Minh         | –                      | –                      | –                      | –                      | –                      | –                      | –                      | –                      | –                               | –                      | –                      | –                      | –                                           | Thiên Lôi              | –                                            | –                                                        | –                      | –                                | –                      | –                | –                           | TBA                           | –                                     |
| Tuấn Hưng         | –                      | –                      | –                      | –                      | –                      | –                      | –                      | –                      | –                               | –                      | –                      | –                      | Thiên Lôi/Ca sĩ                             | –                      | –                                            | –                                                        | –                      | –                                | –                      | –                | –                           | –                             | –                                     |
| Lý Chí Huy        | –                      | –                      | –                      | –                      | –                      | –                      | –                      | –                      | –                               | –                      | –                      | TBA                    | –                                           | –                      | –                                            | –                                                        | –                      | –                                | –                      | –                | Táo Quy hoạch               | Nhân viên bảo hiểm            | –                                     |
| Hoàng Sơn         | –                      | –                      | –                      | TBA                    | –                      | –                      | –                      | –                      | –                               | –                      | –                      | –                      | –                                           | –                      | –                                            | –                                                        | –                      | –                                | –                      | –                | –                           | –                             | –                                     |
| Mai Sơn           | –                      | –                      | –                      | TBA                    | –                      | –                      | –                      | –                      | –                               | –                      | –                      | –                      | –                                           | –                      | –                                            | –                                                        | –                      | –                                | –                      | –                | –                           | –                             | –                                     |
| Viết Thái         | –                      | –                      | –                      | TBA                    | –                      | –                      | –                      | –                      | –                               | –                      | –                      | –                      | –                                           | –                      | –                                            | –                                                        | –                      | –                                | –                      | –                | –                           | –                             | –                                     |
| Tạ Am             | –                      | –                      | –                      | TBA                    | –                      | –                      | –                      | –                      | –                               | –                      | –                      | –                      | –                                           | –                      | –                                            | –                                                        | –                      | –                                | –                      | –                | –                           | –                             | –                                     |
| Nhật Cường        | –                      | –                      | –                      | TBA                    | –                      | –                      | –                      | –                      | –                               | –                      | –                      | –                      | –                                           | –                      | –                                            | –                                                        | –                      | –                                | –                      | –                | –                           | –                             | –                                     |
| Thùy Liên         | –                      | –                      | –                      | TBA                    | –                      | –                      | –                      | –                      | –                               | –                      | –                      | –                      | –                                           | –                      | –                                            | –                                                        | –                      | –                                | –                      | –                | –                           | –                             | –                                     |
| Giang Còi         | Tiên nam               | –                      | TBA                    | –                      | –                      | –                      | –                      | –                      | –                               | –                      | –                      | –                      | –                                           | –                      | –                                            | –                                                        | –                      | –                                | –                      | –                | –                           | –                             | –                                     |
| Việt Hương        | –                      | –                      | –                      | –                      | –                      | –                      | –                      | –                      | –                               | –                      | –                      | –                      | Trưởng phòng Ơn giời                        | –                      | –                                            | –                                                        | –                      | –                                | –                      | –                | –                           | –                             | –                                     |
| Chí Tài           | –                      | –                      | –                      | –                      | –                      | –                      | –                      | –                      | –                               | –                      | –                      | –                      | Trưởng phòng Ơn giời                        | –                      | –                                            | –                                                        | –                      | –                                | –                      | –                | –                           | –                             | –                                     |
| Ngọc Khuê         | –                      | –                      | –                      | –                      | –                      | –                      | –                      | –                      | –                               | –                      | –                      | –                      | –                                           | –                      | –                                            | –                                                        | Ca sĩ                  | –                                | –                      | –                | –                           | –                             | –                                     |
| Bảo Trâm          | –                      | –                      | –                      | –                      | –                      | –                      | –                      | –                      | –                               | –                      | –                      | –                      | –                                           | –                      | –                                            | –                                                        | Ca sĩ                  | –                                | –                      | –                | –                           | –                             | –                                     |
| Phạm Thùy Dung    | –                      | –                      | –                      | –                      | –                      | –                      | –                      | –                      | –                               | –                      | –                      | Ca sĩ                  | –                                           | –                      | –                                            | –                                                        | Ca sĩ                  | –                                | –                      | –                | –                           | –                             | –                                     |
| Minh Quân         | –                      | –                      | –                      | –                      | –                      | –                      | –                      | –                      | –                               | –                      | Thiên Lôi/Ca sĩ        | –                      | Trợ lý Thiên Lôi/Ca sĩ                      | Trợ lý Thiên Lôi/Ca sĩ | –                                            | Trợ lý Thiên Lôi/Ca sĩ                                   | –                      | –                                | –                      | –                | Trợ lý Thiên Lôi/Ca sĩ      | –                             | –                                     |
| Mỹ Dung           | –                      | –                      | –                      | –                      | Ca sĩ                  | –                      | –                      | –                      | –                               | –                      | Ca sĩ                  | –                      | –                                           | Ca sĩ                  | –                                            | Ca sĩ                                                    | –                      | –                                | –                      | –                | Ca sĩ                       | –                             | –                                     |
| Dương Hoàng Yến   | –                      | –                      | –                      | –                      | –                      | –                      | –                      | –                      | –                               | –                      | –                      | –                      | –                                           | –                      | –                                            | –                                                        | –                      | –                                | –                      | –                | Ca sĩ                       | –                             | –                                     |
| Tú Oanh           | –                      | –                      | –                      | –                      | –                      | –                      | –                      | –                      | –                               | –                      | –                      | –                      | –                                           | –                      | –                                            | –                                                        | –                      | –                                | –                      | –                | –                           | Táo Văn thể                   | –                                     |
| Thanh Hương       | –                      | –                      | –                      | –                      | –                      | –                      | –                      | –                      | –                               | –                      | –                      | –                      | –                                           | –                      | –                                            | –                                                        | –                      | –                                | –                      | –                | –                           | Luyến "lươn"/Người nước ngoài | Hồ Thị Hoa                            |
| Lưu Huyền Trang   | –                      | –                      | –                      | –                      | –                      | –                      | –                      | –                      | –                               | –                      | –                      | –                      | –                                           | –                      | –                                            | –                                                        | –                      | –                                | –                      | –                | –                           | TBA                           | –                                     |
| Chu Mạnh Cường    | –                      | –                      | –                      | –                      | –                      | –                      | –                      | –                      | –                               | –                      | –                      | –                      | –                                           | –                      | –                                            | –                                                        | –                      | –                                | –                      | –                | –                           | Chiến thần livestream         | –                                     |
| Phạm Tuấn Anh     | –                      | –                      | –                      | –                      | –                      | –                      | –                      | –                      | –                               | –                      | –                      | –                      | –                                           | –                      | –                                            | –                                                        | –                      | –                                | –                      | –                | –                           | TBA                           | –                                     |
| Phùng Đức Hiếu    | –                      | –                      | –                      | –                      | –                      | –                      | –                      | –                      | –                               | –                      | –                      | –                      | –                                           | –                      | –                                            | –                                                        | –                      | –                                | –                      | –                | –                           | Người nước ngoài              | –                                     |
| Xuân Đức          | –                      | –                      | –                      | –                      | –                      | –                      | –                      | –                      | –                               | –                      | –                      | –                      | –                                           | –                      | –                                            | –                                                        | –                      | –                                | –                      | –                | –                           | Chiến thần livestream         | –                                     |
| Đinh Tiến Dũng    | –                      | –                      | –                      | –                      | –                      | –                      | –                      | –                      | –                               | –                      | –                      | –                      | –                                           | –                      | –                                            | –                                                        | Gương thần             | –                                | –                      | –                | –                           | –                             | –                                     |
| Nguyễn Duy Hưng   | –                      | –                      | –                      | –                      | –                      | –                      | –                      | –                      | –                               | –                      | –                      | –                      | –                                           | –                      | –                                            | –                                                        | –                      | –                                | –                      | –                | –                           | –                             | Lê Khương                             |

## Ảnh hưởng
Được coi là một trong những món ăn tinh thần của khán giả truyền hình trong dịp Tết Nguyên Đán, sau mỗi năm phát sóng, Gặp nhau cuối năm đều thu hút một lượng lớn người xem và quan tâm. Phiên bản Táo Quân cũng trở nên phổ biến nhờ tính phản biện xã hội của nó và gắn liền với tên tuổi Gặp nhau cuối năm, góp phần vào sự ra đời của nhiều chương trình cùng thể loại ở những đài địa phương khác. Nhiều câu thoại và bài hát chế mang tính châm biếm trong Táo Quân đã gây "sốt" sau khi phát sóng.
Giá quảng cáo chương trình chỉ tính năm 2021 được báo cáo với mức cao nhất là 625 triệu đồng cho 30 giây quảng cáo. Giá vé để tham gia các buổi ghi hình Táo Quân tăng dần đều theo từng năm, với giá cao nhất là 12 triệu cho một cặp vé. Theo thống kê của Cục Phát thanh, truyền hình và thông tin điện tử, Bộ Thông tin và Truyền thông vào năm 2016, chương trình có tỉ suất người xem là 7,11% tại Hà Nội và 0,99% tại Thành phố Hồ Chí Minh. Năm 2017, tỉ suất người xem của chương trình lần lượt là 12,69% và 1,81% và đến năm 2018 chỉ số người xem riêng trên kênh VTV1 đã đạt 15,14%. Tuy vậy, năm 2020, khi phiên bản chính Táo Quân được thay thế, chương trình đã chứng kiến sự sụt giảm về độ phủ sóng khi lượng người xem rớt xuống nghiêm trọng so với trước đó. Năm 2022, rating Gặp nhau cuối năm phục hồi trở lại tại 4 thành phố lớn với con số ghi nhận là 5,5%, trong đó dẫn đầu thị trường miền Bắc và miền Trung với tỉ suất lần lượt 15,5% và 8,3%, trở thành chương trình được nhiều người xem nhất trên cả nước tháng đầu năm.

## Tranh cãi
Phiên bản Táo Quân của chương trình đã vấp phải nhiều tranh cãi và chỉ trích cả về chất lượng nội dung lẫn phạm vi đề cập. Kể từ khi ra đời, Táo Quân từng nhiều lần bị đánh giá là "nhạt", "đi vào lối mòn", "thiếu chiều sâu" hay phạm vi đề cập các vấn đề xã hội còn "hạn hẹp", "chưa bao quát". Chương trình cũng gây "khó chịu" cho người xem khi chèn quá nhiều quảng cáo trong thời gian phát sóng, xuất hiện cả trong lời thoại các nhân vật. Dàn diễn viên bị đánh giá là "cũ kỹ" vì không có lớp diễn viên trẻ kế cận đủ khả năng đảm nhận các vai trò quan trọng trong chương trình. Sau những số mới nhất lên sóng, đã nổi lên những quan điểm cho rằng nên dừng Táo Quân vì sự đuối sức ngày càng lộ rõ của phiên bản. Không dừng lại ở Táo Quân, bản Làng Vũ Đại thời hội nhập của chương trình sau khi phát sóng cũng gây nên ý kiến trái chiều vì nội dung "thiếu điểm nhấn" và "đều đều", đồng thời bị so sánh với các video trên kênh YouTube 1977 Vlog.
Vào năm 2016, Táo Quân gây ra tranh cãi khi sử dụng hai diễn viên người lùn đại diện cho nhân vật Doanh, Nghiệp trong phân đoạn chầu của Táo Kinh tế. Năm 2018, chương trình bị chỉ trích nặng nề vì những câu thoại mang tính "miệt thị", "xúc phạm" đến cộng đồng người LGBT qua phân đoạn trò chuyện với nhân vật Bắc Đẩu trong chương trình. Viện nghiên cứu Xã hội, Kinh tế và Môi trường cùng Trung tâm Tổ chức bảo vệ và thúc đẩy quyền của người LGBT đã gửi văn bản đến VTV để phản đối chương trình. Bên cạnh đó, Táo Quân cũng vướng phải bất bình khi cho một nhân vật hóa trang thành doanh nhân Đặng Lê Nguyên Vũ và dùng những lời miêu tả "chê bai" về nhân vật.

### Kiểm duyệt nội dung và phát hành
Vì là chương trình hài kịch chính luận mang hơi hướng đả kích chính trị, Táo Quân đã trở thành đối tượng bị chèn ép, kiểm duyệt gắt gao trong mọi khâu sản xuất và lên sóng. Đơn cử, từ quá trình viết kịch bản cho chương trình, đội ngũ sản xuất phải chịu nhiều áp lực từ phía các cơ quan chức năng, ép viết chệch đi khỏi hướng sáng tạo ban đầu hoặc cắt bỏ những đoạn bị cho là động chạm, nhạy cảm. Ở khâu biên tập, việc nhũng bản ghi hình của Táo Quân nhiều lần bị cắt xén nội dung đã gây nên phẫn nộ từ một bộ phận khán giả vì sự can thiệp quá mức. Sự quản lý và kiểm duyệt chặt chẽ từ chính quyền do đó trở thành một trong những nguyên do chính khiến chương trình suy giảm chất lượng qua từng năm và ngày càng dè dặt hơn trong việc đề cập sâu vào các vấn đề tiêu cực trong đời sống xã hội.
Trong các năm 2013 tới 2015, phiên bản Táo Quân của chương trình phải trải qua nhiều sự "cắt gọt", "tuýt còi" vì chạm đến những câu chuyện nóng của xã hội và từng bị ví với "vùng cấm" của cơ quan kiểm duyệt. Vào ngày 30 tháng 1 năm 2013, chương trình đã bị Cục Nghệ thuật biểu diễn, Bộ Văn hóa, Thể thao và Du lịch gửi công văn để giải trình về việc công diễn tại Cung văn hóa Việt Xô trong ba ngày từ 25 đến 27 tháng 1 mà không có giấy cấp phép, cũng như yêu cầu phải cắt nhiều nội dung, phân đoạn "phản cảm" trước khi phát hành đĩa DVD và phát sóng truyền hình. Năm 2014, Bộ Văn hóa, Thể thao và Du lịch tiếp tục gửi công văn tới Ban Tuyên giáo Trung ương, đề nghị về việc kiểm tra, giám sát chặt chẽ nội dung chương trình sắp tổ chức tại cung văn hóa. Đến năm 2015, trong dư luận rộ lên tin đồn Táo Quân bị cấm diễn, tuy nhiên thông tin này sau đó bị phủ nhận. Cùng lúc, Cục Nghệ thuật biểu diễn đã gửi văn bản yêu cầu VTV nộp hồ sơ cấp giấy phép và nội dung chương trình trong trường hợp công diễn ngoài khu vực thuộc quản lý nhà đài để cơ quan kiểm duyệt, cấp phép biểu diễn theo quy định pháp luật.
Từ năm 2010, chương trình được phát hành trên đĩa DVD một tuần trước ngày Tết Nguyên Đán. Bản DVD chứa nhiều cảnh quay bị cắt và có thời lượng dài hơn so với bản phát truyền hình. Tuy nhiên đến năm 2014, việc phát hành DVD đã được thay thế bằng phát hành trực tuyến. Cùng năm này, đơn vị khai thác bản quyền truyền hình của chương trình tại thời điểm, Công ty Đầu tư và phát triển an ninh công nghệ cao, đã gửi hồ sơ khởi kiện YouTube vì vi phạm bản quyền Táo Quân 2014 và Gala cười. Năm 2018, VTV chính thức tải lên bản đầy đủ của chương trình trên VTV Giải trí và đăng ký bản quyền tại Hoa Kỳ. Năm 2021, VTV phát sóng Táo Quân qua kênh YouTube VTV News song song với thời gian phát sóng trong nước để phục vụ kiều bào ở nước ngoài.

## Các phiên bản khác
Chương trình từng thực hiện một chuyến lưu diễn vào năm 2010 tại Berlin, Đức cho các kiều bào sống tại địa phương với ba tiểu phẩm lần lượt là "Giàu giả, nghèo thật", "Ước mơ trúng thưởng" và "Thật giả, giả thật". Một phiên bản Táo Quân khác có tên Táo Quân vi hành, được VFC thực hiện tại Cộng hòa Séc tháng 9 năm 2019, cũng đã phát sóng vào ngày 17 tháng 1 năm 2020 trên kênh VTV3, với nội dung đề cập đến cuộc sống mưu sinh của người Việt Nam ở nước ngoài. Một hoạt cảnh dựa trên Táo Quân đã được thực hiện tại lễ trao giải Ấn tượng VTV 2020, trong chủ đề "Dấu ấn 50 năm", diễn ra ngày 5 tháng 9 năm 2020. Năm 2022, hai phần tiền truyện và hậu truyện của Táo Quân 2022, gồm sáu số, phát hành độc quyền trên VTVGo từ ngày 27 tháng 1 cùng năm.
Trong sáu năm từ 2019 đến 2024, một loạt phần chương trình hài kịch ăn theo Táo liên quân đã được sản xuất dựa theo trò chơi điện tử Garena Liên Quân Mobile. Cũng vào năm 2021 và 2023, bản chiếu mạng của Táo Quân là Táo Quân tiền truyện chính thức công chiếu trên YouTube do Viettel Telecom thực hiện, có nội dung xoay quanh những vấn đề các Táo bàn bạc trước khi lên thiên đình chầu Ngọc Hoàng.

## Giải thưởng
| Năm  | Giải thưởng   | Hạng mục             | (Người) đề cử               | Kết quả   | Tham khảo |
| ---- | ------------- | -------------------- | --------------------------- | --------- | --------- |
| 2016 | Ấn tượng VTV  | Chương trình của năm | Gặp nhau cuối năm: Táo Quân | Đoạt giải | [ 108 ]   |
| 2017 | Ấn tượng VTV  | Chương trình của năm | Gặp nhau cuối năm: Táo Quân | Đoạt giải | [ 108 ]   |
| 2018 | Ấn tượng VTV  | Chương trình của năm | Gặp nhau cuối năm: Táo Quân | Đoạt giải | [ 108 ]   |
| 2021 | Giải Mai Vàng | Diễn viên hài        | Lâm Vỹ Dạ                   | Đề cử     | [ 109 ]   |